# Sierra Nevada (Cile)
Il Sierra Nevada è uno stratovulcano attualmente dormiente della cordigliera delle Ande in Cile, nei pressi del più famoso Llaima. Il vulcano è situato nel Parco nazionale di Conguillío. L'ultima eruzione sicura risale al Pleistocene ma si suppone che la sua attività possa aver raggiunto l'Olocene. Le lave del vulcano sono in gran parte formate da andesiti e basalti, vi sono tracce anche di colate piroclastiche. Esiste un altro vulcano con lo stesso nome al confine tra Cile e Argentina detto Sierra Nevada de Lagunas Bravas.